# Finvider
Finvider var en stenmästare verksam i Småland under 1100-talet.
Finviders namn återfinns i runskriften på en dopfunt från Blädinge kyrka som under en period förvaras på Smålands museum i Växjö. Texten på dopfunten lyder Finvider högg detta kar på Tjura berg. Funtens fot är formad som en upp- och ned- vänt tärningskapitäl. Sådana kapitäl är också ett kännetecken för den ganska omfattande stenhuggarskola, inom vilken Finvider var verksam. Särskilt typisk är funten i Vrigstads kyrka med fot och cuppa bestående av likformigt utbildade kapitäl. Andra dopfuntar inom gruppen är de i Almesåkra kyrka och Ströja kyrka på Visingsö. Även inom arkitekturskulpturen har skolan varit verksam, dess kapitäl återfinns i portalerna till Vallsjö kyrka, Bringetofta kyrka, Norra Ljunga kyrka med flera småländska kyrkor. Flera mästare har troligen arbetat från skolans verkstad och Finvider var troligen inte den ledande kraften.